# Ribellioni curde in Turchia
In Turchia le rivolte nazionaliste curde si sono verificate periodicamente a cominciare dalla guerra d'indipendenza turca e dalla conseguente transizione dall'Impero ottomano al moderno stato turco e poi proseguite fino al conflitto curdo-turco tuttora in corso.
Secondo i documenti militari ottomani, le ribellioni curde ebbero luogo in Anatolia per oltre due secoli. Se da un lato le grandi rivolte tribali curde abbiano scosso l'Impero ottomano negli ultimi decenni della sua esistenza, si ritiene tuttavia che il conflitto nella sua fase moderna sia iniziato nel 1922, con l'emergere del nazionalismo curdo in parallelo con la formazione del moderno Stato di Turchia. Nel 1925, una rivolta per un Kurdistan indipendente, guidata dallo sceicco Said di Piran, fu repressa rapidamente e Said e 36 dei suoi seguaci furono giustiziati subito dopo. Altre rivolte curde su larga scala si verificarono nell'Ararat e a Dersim nel 1930 e nel 1937. Il console britannico a Trebisonda, la postazione diplomatica più vicina a Dersim, parlò di una violenza brutale e indiscriminata e fece un confronto esplicito con il genocidio armeno del 1915. "Migliaia di curdi", scrisse, "compresi donne e bambini, furono uccisi; altri, per lo più bambini, furono gettati nell'Eufrate; mentre migliaia di altri in zone meno ostili, che erano stati prima privati del loro bestiame e di altri beni, furono deportati nei vilayet (province) nell'Anatolia centrale. Adesso si afferma che la questione curda non esiste più in Turchia."
I curdi accusarono i successivi governi turchi di sopprimere la loro identità attraverso mezzi come il divieto della lingua curda sulla stampa e sui media. Atatürk credeva che l'unità e la stabilità di un paese risiedessero in un'identità politica unitaria, relegando le distinzioni culturali ed etniche alla sfera privata. Tuttavia, molti curdi non rinunciarono alla loro identità o lingua. Il conflitto armato su larga scala tra le forze armate turche e il Partito dei Lavoratori del Kurdistan (PKK) si è verificato negli anni '80 e '90, causando oltre 35 000 morti.

## Storia

### Ribellione di Koçkiri  (1920)
La ribellione di Koçkiri del 1920 avvenuta in larga parte nella regione Qizilbash di Dersim e condotta dalla tribù Qizilbash di Koçkiri, fu ideata dai membri di un'organizzazione nota come Kürdistan Taâlî Cemiyeti (KTC). Questa particolare ribellione fallì per diversi motivi, molti dei quali erano relative alle percezioni dei qizilbashi. Molti capi tribù di Dersim a questo punto sostenevano ancora i kemalisti, considerando Mustafa Kemal come il loro "protettore" contro gli eccessi dei fanatici religiosi sunniti, alcuni dei quali erano curdi Kurmancî. Per la maggior parte dei Kurmancî curdi dell'epoca, la rivolta sembrava essere semplicemente una rivolta alevita, e quindi non nel loro interesse. All'indomani della ribellione di Koçkiri si parlò nella nuova Grande Assemblea Nazionale della Repubblica Turca di alcune forme molto limitate di "Amministrazione Autonoma" da parte dei curdi in una regione curda centrata nel Kurdistan. Tutto questo però scomparve nel Trattato di Losanna del 1923. Amaramente delusi, i curdi tornarono alla lotta armata nel 1925, questa volta guidati dal religioso di etnia Zaza sceicco Said, ma organizzati da un'altra organizzazione nazionalista curda più recente, l'Azadî.

### Ribellione dello sceicco Said (1925)
La principale ribellione che domina la storia dei curdi in Turchia è quella del 1925 nella regione turca del Kurdistan, guidata dallo sceicco Said . Seguirono la repressione e l'aggressione del laicismo kemalista e tutte le manifestazioni pubbliche dell'identità curda vennero messe al bando, il che, a sua volta, spinse i curdi a ulteriori ribellioni. La rivolta dello sceicco Said iniziò nel febbraio 1925. Dei quasi 15 000 combattenti che parteciparono alla ribellione contro i 52 000 della Gendarmeria turca, le principali tribù curde aderenti alla ribellione provenivano dagli zaza. La ribellione riguardò la maggior parte delle province di Amed (Diyarbakir) e Mardin. La ribellione dello sceicco Said è stata la prima ribellione su larga scala del movimento etnico curdo in Turchia. Il principale organizzatore di questa ribellione fu la Società Indipendente Curda, l'Azadî. L'intenzione dell'Azadi era quella di liberare i curdi dall'oppressione turca e quindi consegnare la libertà e di avviare ulteriormente lo sviluppo del loro paese. Nel marzo 1925 la rivolta era praticamente finita. Lo sceicco Said e tutti gli altri capi ribelli furono impiccati entro il 29 giugno.
Nell'autunno del 1927 lo sceicco Abdurrahman (fratello dello sceicco Said) iniziò una serie di attacchi alle guarnigioni turche a Palu e Malatya. I distretti di Lice, Bingöl furono catturati dai ribelli che occuparono anche le alture a sud di Erzurum. I militari turchi usarono l'aviazione contro i ribelli con l'utilizzo di cinque aerei a Mardin. Nell'ottobre 1927, i ribelli curdi attaccarono e occuparono Bayazid. Il fratello dello sceicco Said tentò di vendicarsi del governo turco attaccando diverse basi militari in Kurdistan. Nulla di permanente fu realizzato e i ribelli furono cacciati dopo l'arrivo dei rinforzi turchi nella zona.
La ribellione fallì, tuttavia, nel 1929, il movimento di Ihsan Nuri aveva il controllo di una vasta distesa di territorio curdo. La rivolta fu repressa nel 1930.

### Ribellione dell'Ararat (1927-1930)
La Repubblica di Ararat (in turco Ağrı) fu un autoproclamato stato curdo. Si trovava nell'est dell'odierna Turchia, essendo centrata nella provincia di Ağrı. La Repubblica di Ararat è stata dichiarata indipendente nel 1927, durante un'ondata di ribellione tra i curdi nel sud-est della Turchia. La ribellione fu guidata dal generale İhsan Nuri Pasha. Tuttavia non fu riconosciuta da altri stati e mancava di sostegno straniero.
Entro la fine dell'estate 1930, l'aviazione turca bombardò da tutte le direzioni le posizioni curde intorno al monte Ararat. Secondo il generale Ihsan Nuri Pasha, la superiorità militare dell'aviazione turca demoralizzò i curdi e portò alla loro capitolazione. Il 13 luglio, la ribellione a Zilan fu repressa. Squadroni di 10-15 velivoli furono usati per reprimere la rivolta. Il 16 luglio due aerei turchi vennero abbattuti e i loro piloti furono uccisi dai curdi. I bombardamenti aerei continuarono per diversi giorni e costrinsero i curdi a ritirarsi all'altitudine di 5 000 metri. Il 21 luglio i bombardamenti avevano distrutto molti forti curdi. Durante queste operazioni, l'esercito turco mobilitò 66 000 soldati e 100 aerei. La campagna contro i curdi terminò il 17 settembre 1930. La ribellione dell'Ararat fu sconfitta nel 1931 e la Turchia riprese il controllo sul territorio.

### Misure del governo dopo il 1937
Dopo la soppressione dell'ultima ribellione nel 1937, l'Anatolia sudorientale venne sottoposta alla legge marziale. Oltre alla distruzione di villaggi e alle deportazioni di massa, il governo turco incoraggiò gli albanesi kosovari e gli assiri a stabilirsi nell'area curda per modificare la composizione etnica della regione. Le misure prese dall'esercito turco all'indomani della rivolta divennero più repressive delle precedenti rivolte. A volte, villaggi e/o edifici erano dati alle fiamme per reprimere la popolazione curda. Al fine di evitare che gli eventi avessero un impatto negativo sull'immagine e sulla reputazione internazionale della Turchia, agli stranieri non veniva permesso di visitare l'intera area ad est dell'Eufrate fino al 1965 e l'area rimase sotto assedio militare permanente fino al 1950. La lingua curda fu bandita e le parole "curdi" e "Kurdistan" furono rimosse dai dizionari e dai libri di storia. I curdi vennero indicati solo come "turchi di montagna".
(Jawaharlal Nehru sulla risposta alle rivolte curde nella prima Repubblica turca.)

### Conflitto curdo-turco (1978-oggi)
Il risveglio etnico curdo è apparso negli anni '70 quando la Turchia era tormentata da scontri sinistra-destra e si era formato il marxista PKK che chiedeva uno stato curdo. Il PKK dichiarò il suo obiettivo come la liberazione di tutte le parti del Kurdistan dall'oppressione coloniale e la creazione di uno stato curdo socialista, indipendente e unito. Inizialmente attirava i segmenti più poveri della popolazione curda e divenne l'unico partito curdo non dominato da legami tribali. Il presidente del PKK, Abdullah Öcalan, era orgoglioso di essere di umili origini. Caratterizzò la sua lotta principalmente come anticoloniale, dirigendo quindi la sua violenza contro i collaboratori, cioè i capi tribù curdi, i notabili con una partecipazione nello stato turco, e anche contro le organizzazioni rivali.  Il colpo di stato militare nel 1980 portò a un periodo di grave repressione ed eliminazione di quasi tutte le organizzazioni curde e di sinistra. Il PKK, tuttavia, fu l'unico partito curdo che riuscì a sopravvivere e persino a crescere dopo il golpe. Avviò un'offensiva di guerriglia con una serie di attacchi alle stazioni militari e di polizia turche e grazie alla sua audace sfida all'esercito turco, conquistò gradualmente l'ammirazione riluttante di parti della popolazione curda. All'inizio del 1990, aveva istituito la propria amministrazione locale in alcune aree rurali. In questo periodo, il PKK cambiò i suoi obiettivi dalla piena indipendenza curda a un accordo negoziato con il governo turco, specialmente dopo alcuni promettenti contatti indiretti con il presidente Turgut Özal. Dopo la morte improvvisa di Özal, l'esercito turco intensificò le sue operazioni contro le basi del PKK. Queste misure riuscirono a isolare il PKK dai civili e lo ridussero a una banda di guerriglieri che operava sulle montagne. Nel 1999, l'aumento della pressione turca sulla Siria portò all'espulsione di Öcalan e all'arresto definitivo da parte dei berretti marroni turchi in Kenya. Si è verificato un raffreddamento e nel 2014 è stato mediato un cessate il fuoco, ma poi a causa dell'assedio di Kobane il conflitto è ricominciato.
Durante gli anni '80 la Turchia iniziò un programma di assimilazione forzata della sua popolazione curda. Ciò culminò nel 1984, quando il PKK iniziò una ribellione contro il dominio turco attaccando obiettivi militari e civili turchi. Dall'inizio delle operazioni dei militanti del PKK nel 1984, sono state uccise 37 000 persone. Il Pkk continua la sua guerriglia in montagna. Tuttavia, dal 1995, e soprattutto da quando il partito AK è salito al potere, ci sono state numerose riforme e la situazione è notevolmente migliorata. Di conseguenza, i combattimenti sono limitati a circa 3000.

### Serhildan (1990-oggi)
I Serhildan designano le diverse ribellioni pubbliche curde a partire dagli anni '90 con lo slogan "Êdî Bese" ("Basta") contro il governo turco. La prima azione violenta della popolazione contro agenti di polizia e istituzioni statali è avvenuta nel 1990 nella città di Nusaybin, nel sud-est dell'Anatolia, vicino al confine con la Siria. La ribellione a Nusaybin è l'inizio del Serhildan, e nei giorni successivi le rivolte si sono inizialmente estese ad altre città della provincia di Mardin e alle province limitrofe Batman, Diyarbakır, Siirt, Şanlıurfa e Şırnak, e successivamente ad altre province dell'Anatolia Orientale come Bingöl, Bitlis, Hakkâri, Muş e Van, così come città come Ankara, Istanbul, Smirne e Mersin.